# Lungotevere degli Altoviti
Il lungotevere degli Altoviti è il tratto di lungotevere che collega piazza di Ponte Sant'Angelo a piazza Pasquale Paoli, a Roma, nel rione Ponte.
Il lungotevere prende nome dalla nobile famiglia fiorentina degli Altoviti, che si trasferirono in questa zona in quanto luogo popolato da toscani. In un primo tempo si chiamò lungotevere Elio.
Per la costruzione del lungotevere fu demolito palazzo Altoviti, la residenza della famiglia, costruito nel 1514 e distrutto nel 1888. Dell'edificio, in cui nel 1751 nacque Ennio Quirino Visconti, si salvò pochissimo, tra cui un soffitto attualmente posto a palazzo Venezia.